# Rita Simons

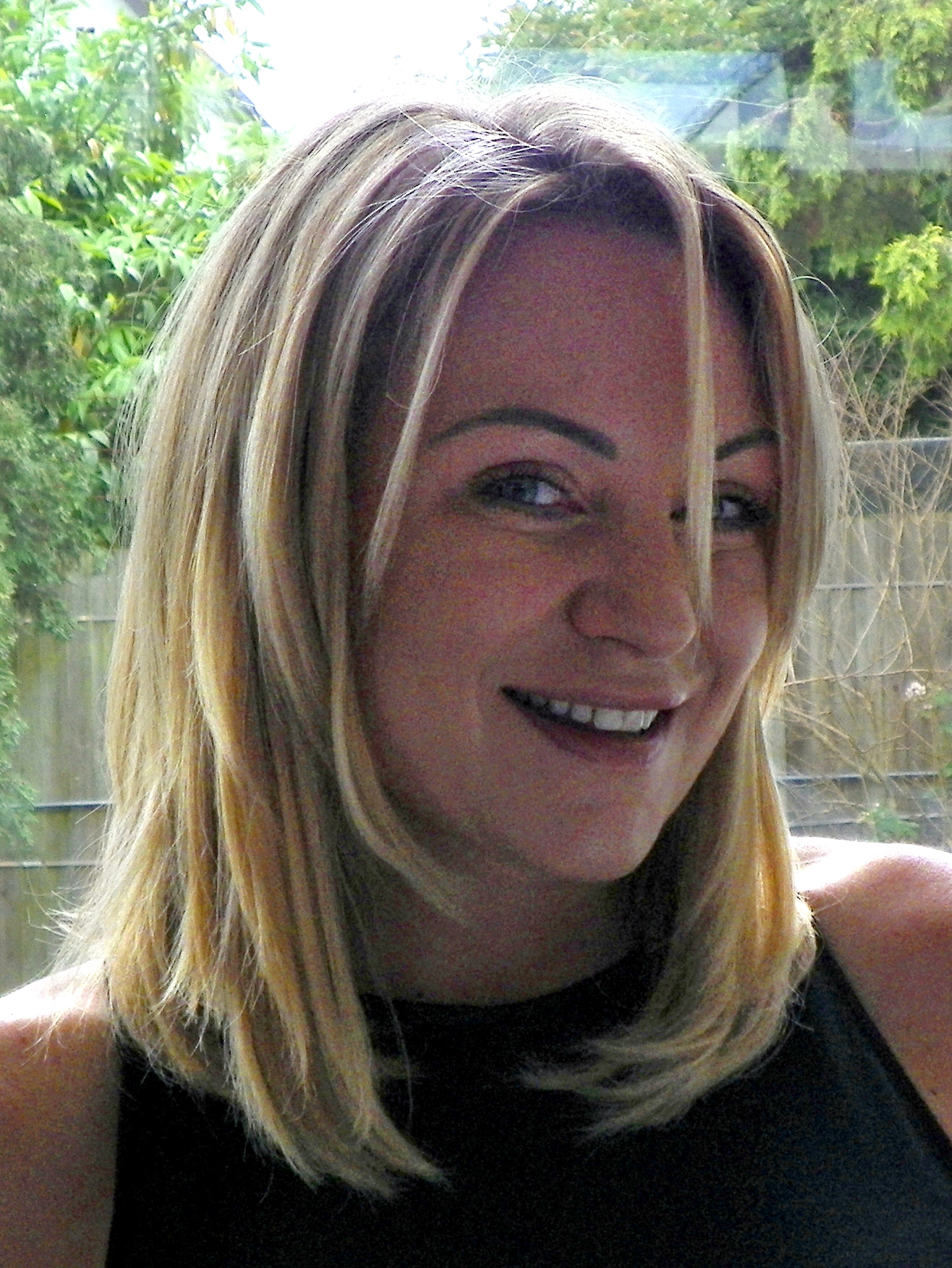
Rita Simons

Rita Joanne Simons (* 10. März 1977 in Essex, England) ist eine britische Schauspielerin, Sängerin und Model.

## Leben und Karriere
Simons hat einen älteren Bruder namens Ben und ist die Nichte des Multi-Millionär und Geschäftsmannes Alan Sugar. Im März 2008 berichtete die britische Tageszeitung The Sun, dass Simons an Skoliose leide, weswegen sie zwei Zentimeter kleiner ist, als sie sein sollte. 
Bevor Simons eine Schauspielkarriere verfolgte, war sie Mitglied in der britischen Pop-Girlgroup Girls@Play. Die Band bestand lediglich von 2000 bis 2001, jedoch coverten sie in dieser Zeit den Song Respectable des britischen Pop-Duos Mel & Kim. Nachdem sich die Band aufgelöst hatte, widmete Simons sich ihrer Schauspielkarriere und trat 2002 in einer Episode der Serie Dream Team auf. Seit 2007 spielt sie die Rolle der Roxy Mitchell in der BBC-Fernsehserie EastEnders.

### Persönliches
Im August 2006 heiratete Simons den Friseur Theo Silveston, den sie durch einen Freund kennengelernt hat als sie 19 Jahre alt war. Die beiden sind Eltern von Zwillingen (* 2006).

## Filmografie
- 2002: Dream Team (Fernsehserie, Episode 5x19)
- 2003: Mile High (Fernsehserie, Episode 1x04)
- seit 2007: EastEnders (Fernsehserie)